# Ferrari 599 GTB Fiorano
El Ferrari 599 GTB Fiorano es un automóvil superdeportivo Gran Turismo producido por el fabricante italiano Ferrari entre el año 2006 y 2012. Es el sucesor del Ferrari 575M Maranello y su nombre se refiere al autódromo de pruebas de la marca.
Tiene motor central-delantero montado longitudinalmente de tracción trasera; está fabricado íntegramente en aluminio y se ofrece con carrocerías coupé o roadster, ambas de dos puertas y 2 plazas.

## Chasis y carrocería

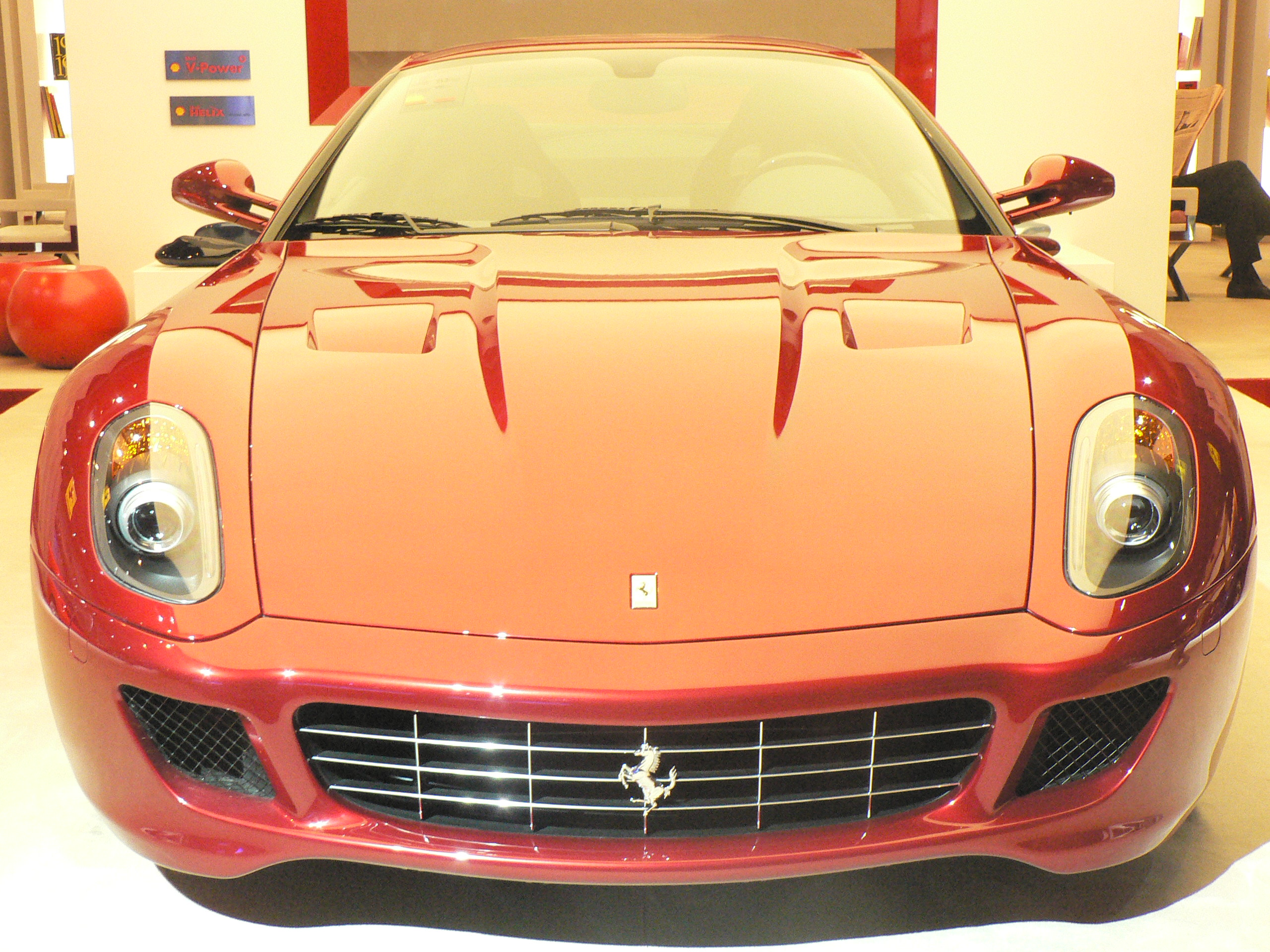
Frontal del 599 GTB.

La carrocería del 599 GTB fue diseñada por Jason Castriota y Fabrizio Valentini, ambos de Pininfarina bajo la supervisión del entonces director de diseño de Ferrari. El diseño interior estuvo a cargo de Giuseppe Randazzo, también de Pininfarina.
El peso es de 1765 kg (3891 lb), menor que el de un 575M Maranello. A diferencia de este último, el 599 GTB tiene el bastidor de aluminio, mientras que la carrocería es de aluminio en ambos modelos.
El 599 tiene varios elementos aerodinámicos, entre ellos un fondo plano y un hueco entre el pilar C y la ventanilla trasera, denominado pinne ("aleta" en italiano) y que genera una carga vertical de 1550 newtons (348,5 lbf) cuando se circula a 300 km/h (186 mph).
Desde 2009, en algunos mercados hay un paquete denominado «HGTE» (Handling Gran Turismo Evoluzione) que mejora las cualidades dinámicas. También hay algunos detalles para diferenciar su aspecto.
En el volante  hay un mando llamado «manettino» desde el cual se controla la gestión de funcionamiento de la caja de cambios, el control de estabilidad («CST»), el control de tracción («F1-Trac») y el ajuste de la suspensión de dureza variable («SCM»).

## Mecánica
El 599 GTB tiene el mismo motor que el Ferrari Enzo, uno a gasolina de 12 cilindros en V naturalmente aspirado de 5999 cm³ (6 litros). Tiene cuatro válvulas por cilindro (48 en total) con distribución de válvulas variable (VVT) accionadas por cadena y una relación de compresión de 11,2:1. Respecto al Enzo, se realizaron modificaciones en la admisión, el escape y el cárter para mejorar la potencia a bajo régimen. Por esa misma razón, la potencia máxima es de 620 CV (612 HP; 456 kW) a las 7600 rpm, 40 CV (29,4 kW) inferior a la del Enzo.

## Transmisión y suspensión

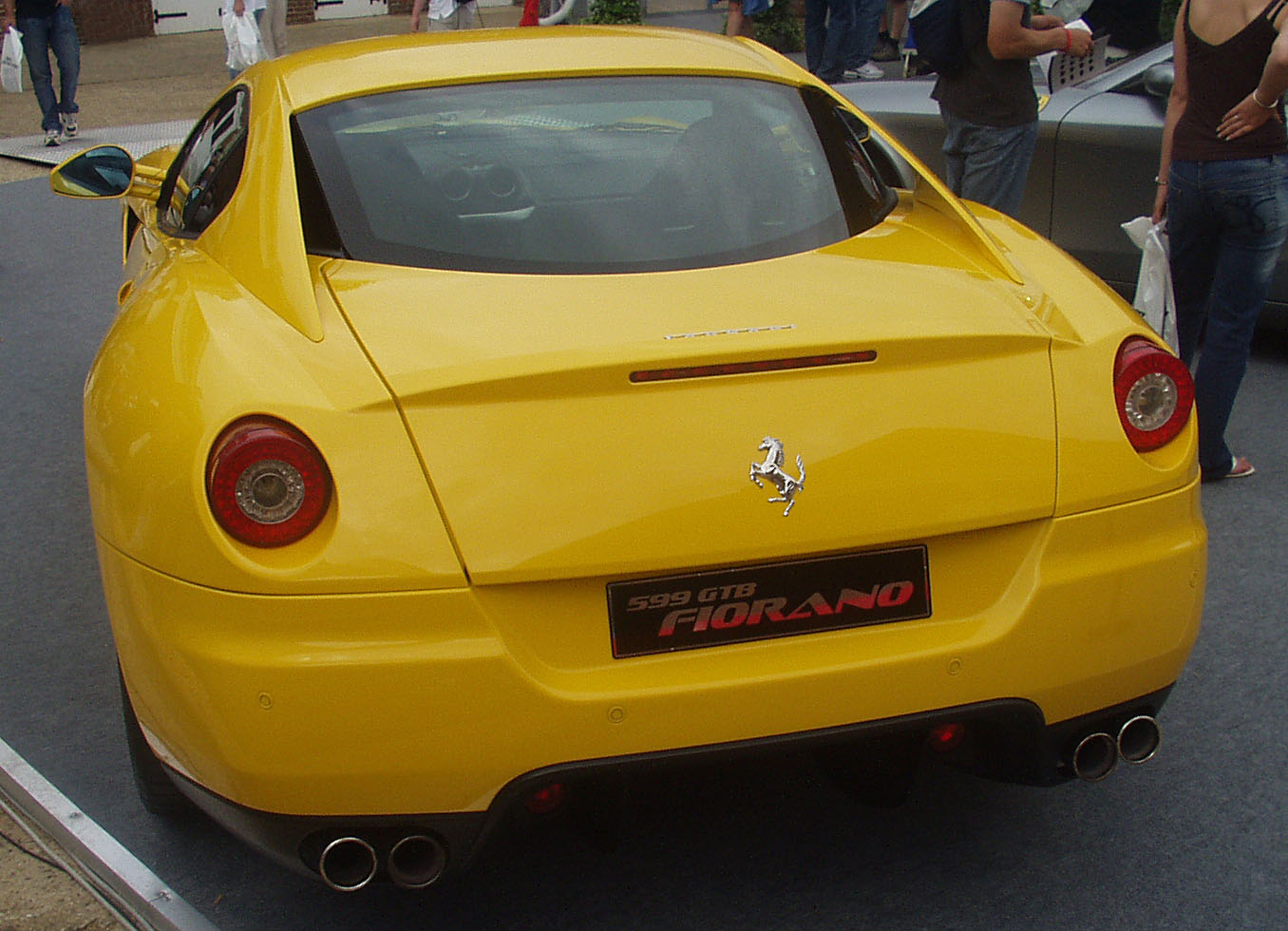
Vista posterior del modelo 2006 en el Festival de la Velocidad de Goodwood.

La caja de cambios secuencial es capaz de cambiar de marcha en una décima de segundo, cuando los Ferrari de Fórmula 1 emplean media décima. También se mejoró la transmisión y el embrague, que es de dos discos para eliminar inercias y peso. La caja de cambios está colocada sobre el tren trasero y junto al diferencial, para mejorar el reparto de pesos: el 85% del peso está colocado entre ambos trenes.
En el 599 no se recurrió a un diferencial electrónico como emplea el Ferrari F430, sino uno mecánico convencional, configurado 25% en aceleración y 45% en retención. El control de tracción es desconectable.
El 599 estrena el sistema de amortiguadores magnetoreológicos desarrollados por Delphi disponibles en otros modelos, como el Chevrolet Corvette llamada "SCM", una solución que permite variar la dureza de la amortiguación de forma diez veces más rápida que con un sistema convencional de suspensión activa. Los amortiguadores tienen un fluido cuya viscosidad cambia cuando se le aplica un campo magnético.
Se ofrecen en opción frenos de disco carbono-cerámicos, compuesto entre los cuales está la fibra de carbono y montados de serie en toda la gama a partir de 2008.
Siendo uno de los mejores GT fabricados por Ferrari en los últimos años, si además cuenta con una transmisión manual de 6 velocidades, el 599 GTB es todavía mucho más exclusivo y elitista. Se rumorea que en todo el mundo, la firma de Maranello solamente ha vendido 30 unidades equipadas con un cambio manual, mientras que el resto contaba con la transmisión automática F1, también con seis relaciones.

## Variantes

### 599 GTO

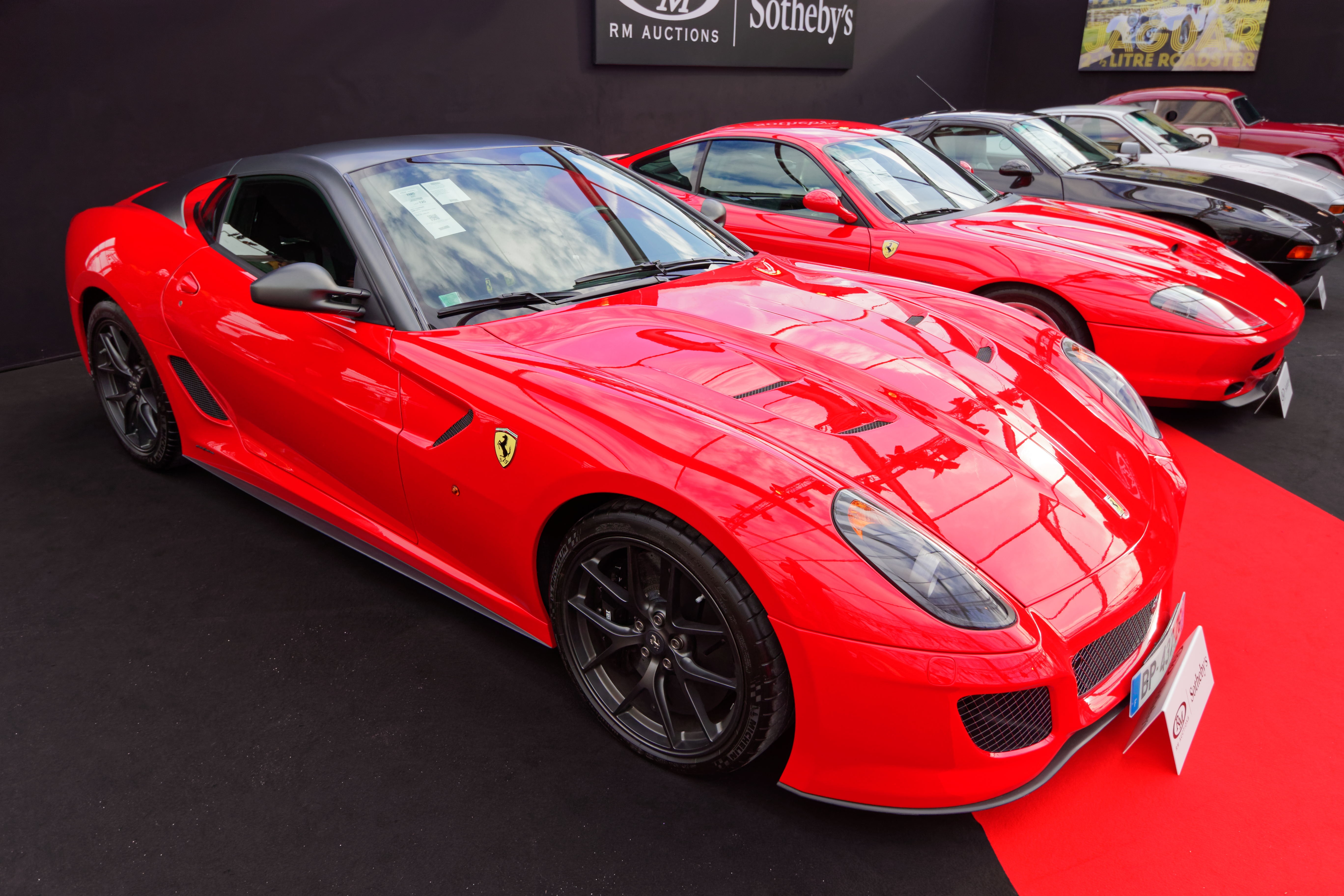
Modelo 2011 en la casa de subastas RM Sotheby’s en 2017.

El Ferrari 599 GTO es una edición limitada a 599 unidades (En realidad, se produjeron y vendieron al menos 912 coches según el número de números de chasis registrados) que se lanzó en 2010 con 670 CV (661 HP; 493 kW) a las 8250 rpm y una aceleración de 3,3 segundos. Se han realizado algunas modificaciones en el motor, como un nuevo sistema de escape, se ha reducido la fricción entre los componentes del motor y se ha instalado un nuevo cigüeñal.
Según Ferrari, afirma que en su Circuito de Fiorano es un segundo más rápido por vuelta que el Ferrari Enzo. Además, el consumo se ha reducido para poder cumplir la norma Euro V. Asimismo, incorpora algunas ayudas electrónicas, como: suspensión neumática (SCM2), control de estabilidad con varios modos de funcionamiento (VDC) y control de tracción con varios niveles de intervención (F-1 Trac).
También se ha mejorado la aerodinámica para conseguir un mayor apoyo y refrigerar más el motor y los frenos. El difusor trasero realiza una fuerza longitudinal hacia el suelo de 144 kg (317 lb).
Para rebajar el peso hasta 1435 kg (3164 lb), se ha empleado una mayor cantidad de materiales ligeros, como la fibra de carbono y, además, se ha reducido el grosor de algunas planchas de aluminio y de los cristales.
Habían disponibles 26 colores diseñados para rendir homenaje a los modelos míticos de los años 50 y 60, además algunas partes de la carrocería como el techo y los retrovisores, también pueden personalizarse de diferentes colores.

### 599XX

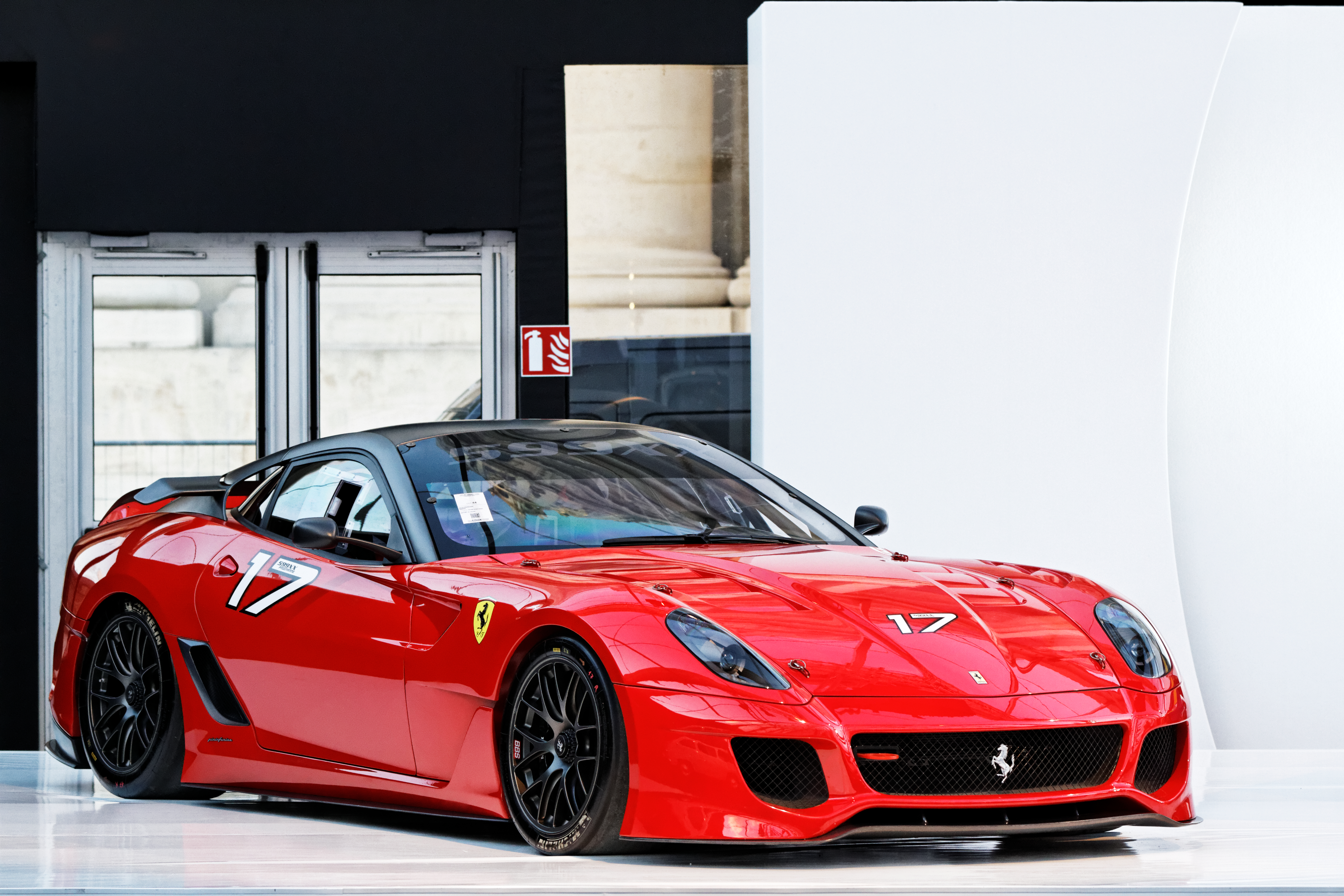
Modelo 2010 en la casa de subastas RM de París el 5 de febrero de 2014.

En el Salón del Automóvil de Ginebra de 2009 fue presentado la variante 599XX. Estaba pensado directamente para una copa monomarca propia para menores limitaciones técnicas, en la que se puede permitir disfrutar de este exclusivo vehículo de competición entre 2010 y 2011.
Se ha optimizado el motor consiguiendo alcanzar los 720 CV (710 HP; 530 kW) a las 8000 rpm y un par máximo de 686 N·m (506 lb·pie) a las 6500 rpm, mejorando el tiempo de cambio de marchas a 60 milisegundos, sumado a una reducción de peso en las partes mecánicas y aerodinámicas. Todo esto unido a una suspensión SCM de segunda generación, frenos carbono-cerámicos y con llantas slicks de 19 pulgadas (48,3 cm), consiguen una vuelta al circuito de Fiorano de 1 minuto y 17 segundos, cuando el 599 GTB realiza el recorrido en 1.26.500 (la mejora es considerable) y el FXX lo hace en 1.16.20.
En el apartado de aerodinámica se ha realizado un trabajo profundo empezando por la defensa, que se ha alargado hacia el suelo y añadido un pequeño deflector; las taloneras empiezan a la salida de los pasos de ruedas delanteros y con la ayuda de un aditamento plano, generan más fuerza en los laterales del coche, funcionando de manera similar a un mini fondo plano; finalmente en la parte trasera dispone de un nuevo difusor y un alerón partido que se extiende desde el pilar C especial del modelo, que está separado del cristal para la reducción de las turbulencias en la parte trasera.

### 599XX Evolution

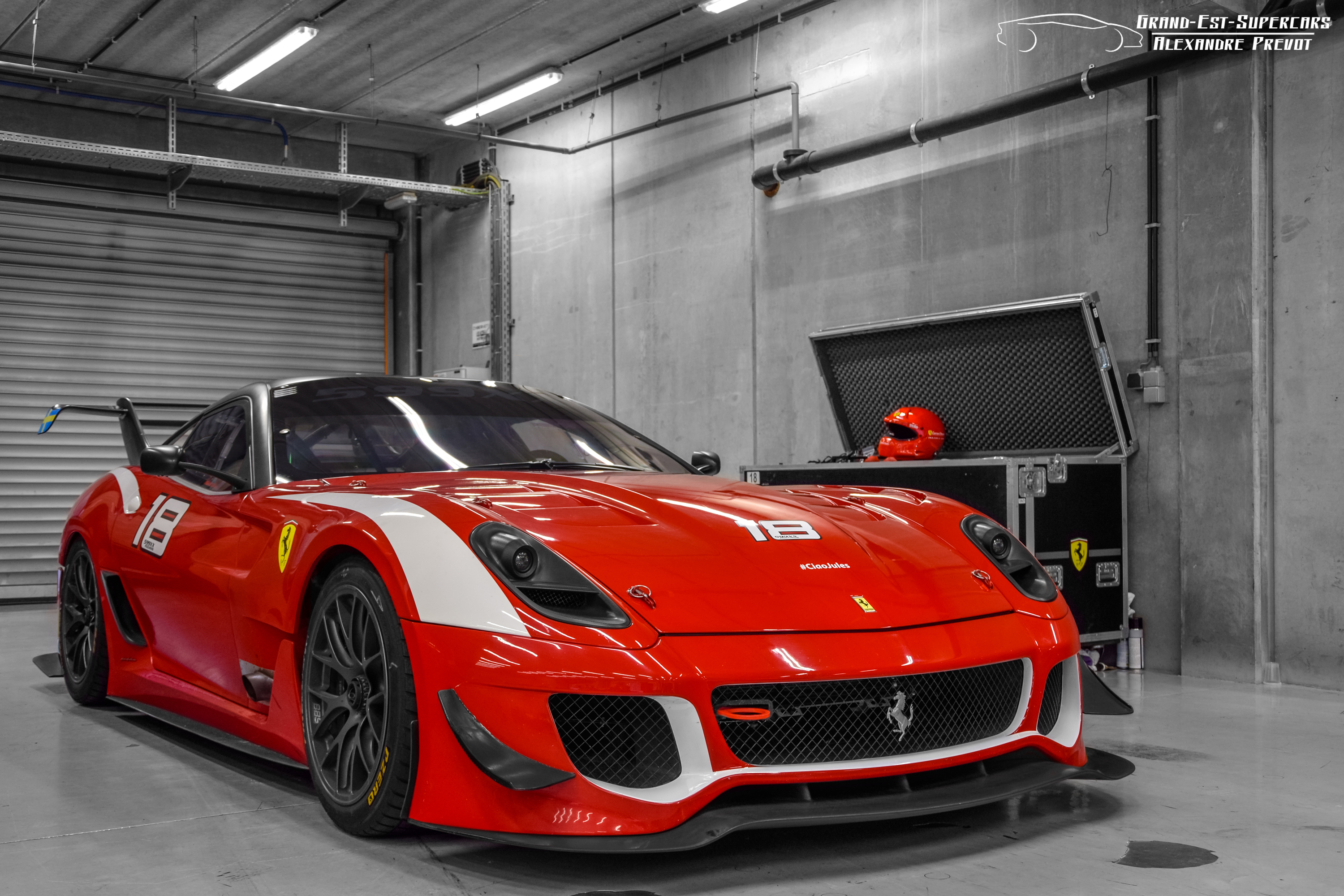
599XX Evolution #18, el 2 de septiembre de 2015.

Fue presentado en el Salón del automóvil de Bolonia. Solamente estaba disponible para los clientes de la marca involucrados en el Ferrari Corse Clienti, el programa de competición exclusivo que ofrece la marca.
Recibe un kit aerodinámico formado por un splitter delantero y un alerón trasero activo influenciado por el sistema DRS de la Fórmula 1 que permite configurar dos flaps para modificar los parámetros aerodinámicos y aumentar o reducir el downforce. Este alerón interactúa directamente con sistemas como el ABS, el ESP, las suspensiones activas SMC y el control de tracción F1 Trac. Gracias a un nuevo difusor trasero y a los nuevos neumáticos Pirelli, consigue una carga aerodinámica de 330 kg (727,5 lb) a 200 km/h (124,3 mph) (siendo estos mismos de 280 kg (617,3 lb) en el 599XX "normal") con los flaps abiertos; y de 440 kg (970 lb) con los flaps cerrados.
La potencia aumenta hasta los 740 CV (730 HP; 544 kW) a las 9000 rpm (20 CV (14,7 kW) más que en el normal) y desarrolla un par motor máximo de 700 N·m (516 lb·pie) a las 6500 rpm, todo ello por redirigir las salidas de escape a los laterales. También pierde 35 kg (77,2 lb) de peso y se modifican las relaciones de cambio, siendo más cortas.
Con anterioridad Ferrari desarrolló un vehículo casi de competición para unos pocos: el Enzo FXX, el cual desembocaría más tarde en el Enzo FXX Evoluzione.
Al igual que los vehículos anteriormente citados, el 599XX Evolution es un coche cuya apariencia y prestaciones son propias de los coches más avanzados en el mundo de la competición, pero al contrario de lo que pueda parecer, no son coches homologados para la competición ni tampoco para su uso legal por la calle. Por eso Ferrari selecciona una fecha y un circuito para que los pocos afortunados capaces de comprar el vehículo disfruten de un “track day”.
Este vehículo no se vende a cualquiera, ya que hay que cumplir una serie de requisitos para poder adquirirlo y, salvo rara excepción, no se podrán llevar el Ferrari 599XX Evolution a su propio garaje, ya que es la marca de Maranello la que se encarga del mantenimiento y protección de los vehículos.

### 599 SA Aperta

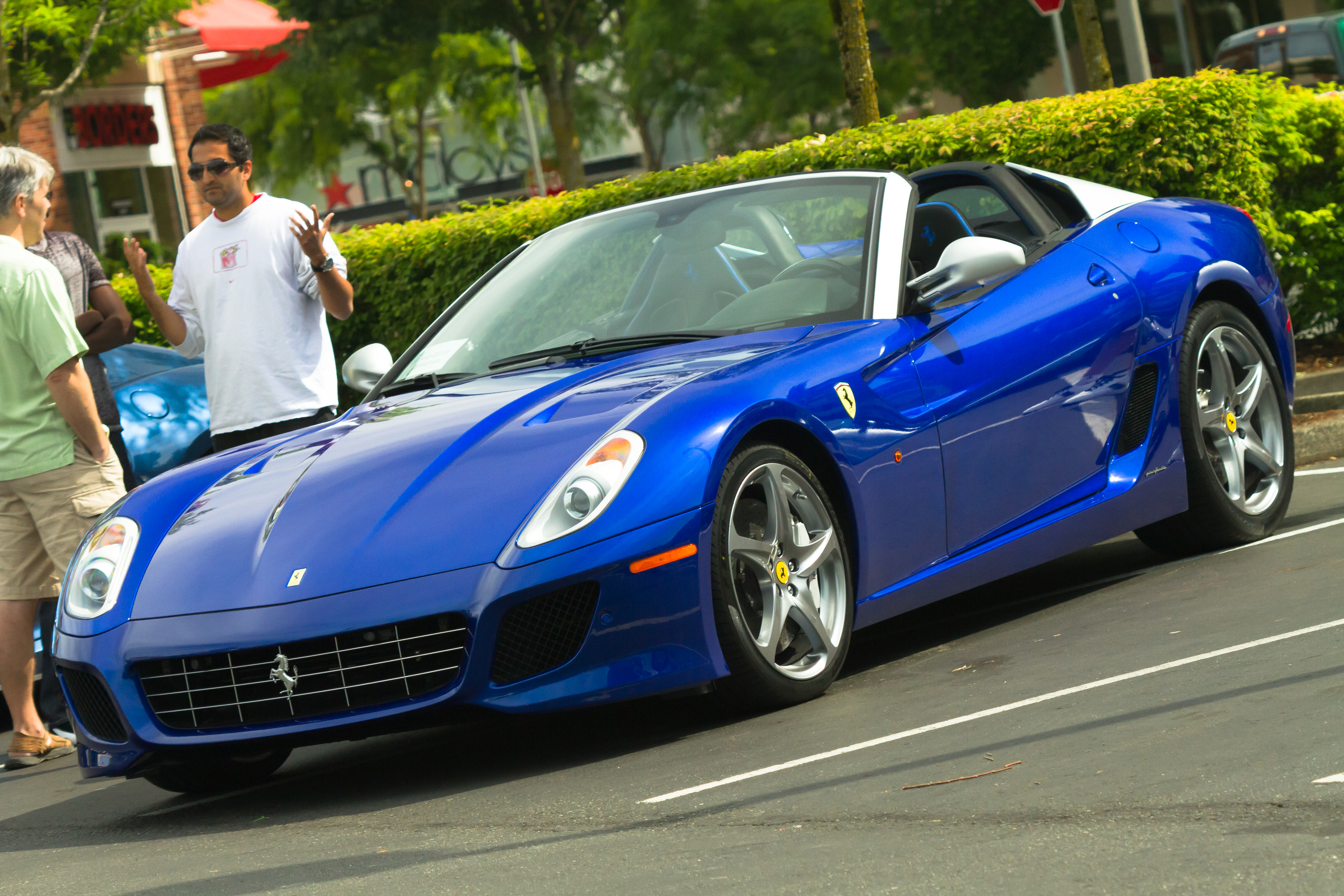
Versión SA Aperta en Redmond (Washington) el 9 de julio de 2011.

En 2010 fue presentado el exclusivo 599 SA Aperta del que solamente se fabricaron 80 unidades en 2011 para conmemorar el 80 aniversario de la marca. Las siglas SA se refieren a Sergio y Andrea Pininfarina.
Este descapotable en edición limitada tenía las mismas innovaciones del 599 GTO, pero ofreciendo un rediseño y posibilidades de un roadster. Estos cambios fueron de un parabrisas con mayor inclinación y mayor resistencia en su marco, unos arcos tras los asientos para proteger a los ocupantes en caso de vuelco y el diseño de un techo de fibra de carbono y aluminio que se podía plegar manualmente ocupando poco espacio.
Se podría definir más como un targa que como un roadster, al estilo de los anteriores 550 Barchetta Pininfarina y 575M Superamerica, también series limitadas que le antecedieron.
Los paragolpes y los paneles de la carrocería, así como el difusor trasero pertenecen al 599 GTO, pero a partir del pilar A encontramos que el techo está dividido en 3 piezas: 2 largueros y un panel superior, que pueden desmontarse en secciones. Visto desde el lateral, el modelo parece conservar los pilares B y C.

## Ficha técnica

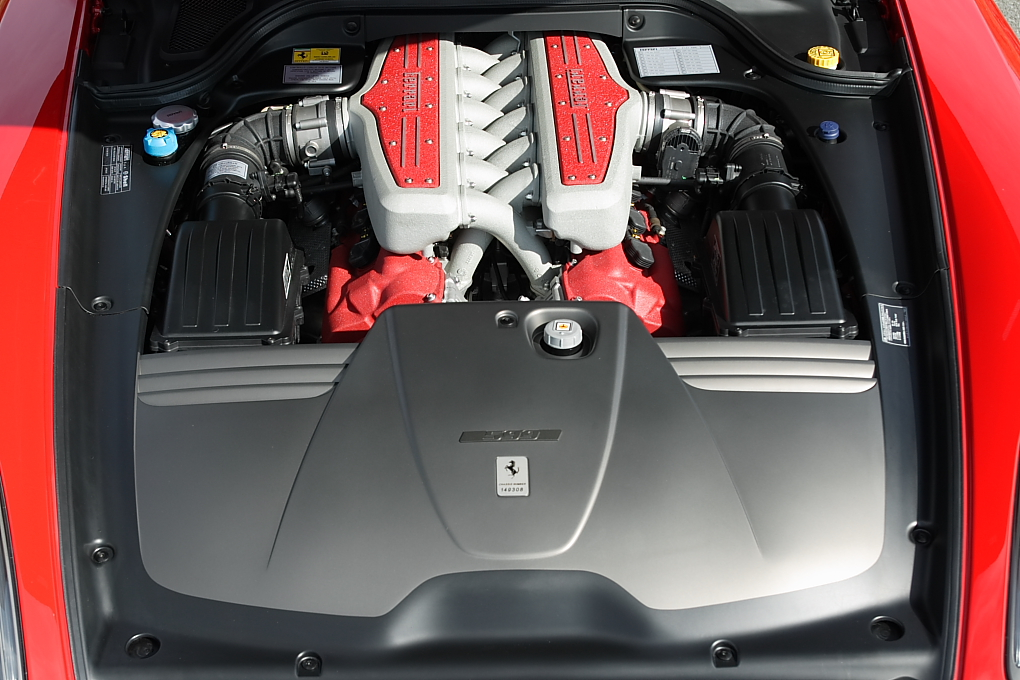
Motor V12 del 599 GTB.

| Modelos                               | GTB Fiorano | GTO | 599XX | 599XX Evolution |
| ------------------------------------- | --- | --- | --- | --- |
| Materiales del motor                  | Bloque y cabezas de aluminio. | Bloque y cabezas de aluminio. | Bloque y cabezas de aluminio. | Bloque y cabezas de aluminio. |
| Capacidad del depósito de combustible | 105 litros (27,7 galAm). | 105 litros (27,7 galAm). | 105 litros (27,7 galAm). | 105 litros (27,7 galAm). |
| Alimentación                          | Inyección indirecta con admisión variable. | Inyección indirecta con admisión variable. | Inyección indirecta con admisión variable. | Inyección indirecta con admisión variable. |
| Distribución                          | Doble (DOHC) árbol de levas a la cabeza por cada bancada de cilindros y 4 válvulas por cilindro (48 en total), con distribución variable (VVT). | Doble (DOHC) árbol de levas a la cabeza por cada bancada de cilindros y 4 válvulas por cilindro (48 en total), con distribución variable (VVT). | Doble (DOHC) árbol de levas a la cabeza por cada bancada de cilindros y 4 válvulas por cilindro (48 en total), con distribución variable (VVT). | Doble (DOHC) árbol de levas a la cabeza por cada bancada de cilindros y 4 válvulas por cilindro (48 en total), con distribución variable (VVT). |
| Potencia máxima                       | 620 CV (612 HP; 456 kW) @ 7600 rpm. | 670 CV (661 HP; 493 kW) @ 7600 rpm. | 720 CV (710 HP; 530 kW) @ 9000 rpm. | 740 CV (730 HP; 544 kW) @ 9000 rpm. |
| Par máximo                            | 608 N·m (448 lb·pie) @ 5600 rpm. | 620 N·m (457 lb·pie) @ 5600 rpm. | 686 N·m (506 lb·pie) @ 6500 rpm. | 700 N·m (516 lb·pie) @ 6500 rpm. |
| Aceleración de 0 a 100 km/h (62 mph)  | 3,7 segundos. | 3,3 segundos. | 2,9 segundos. | 2,9 segundos. |
| Emisiones de CO2                      | 415 g (14,6 onzas)/km. | 411 g (14,5 onzas)/km. | n/a | n/a |
| Peso                                  | 1765 kg (3891 lb). | 1435 kg (3164 lb). | 1521 kg (3353 lb). | 1310 kg (2888 lb). |

## Apariciones en multimedia
Ha aparecido en varios videojuegos de carreras, como: Need for Speed: Rivals, Need for Speed: Edge, Need for Speed: Shift, Asphalt 4: Elite Racing, Asphalt 5, Asphalt 7: Heat, Asphalt 8: Airborne, Forza Motorsport 2, Forza Motorsport 3, Forza Motorsport 4, Forza Motorsport 5, Forza Motorsport 6, Forza Motorsport 7, Forza Horizon, Forza Horizon 4, Gran Turismo 5 y Gran Turismo 6.